# Kyselina jasmonová
Kyselina jasmonová je oxokyselina patřící mezi jasmonáty. Jedná se o přirozený rostlinný růstový regulátor, který je zařazovaný mezi rostlinné hormony. Ve zvýšené koncentraci se vyskytuje v rostlinách při biotickém či abiotickém stresu a významně se podílí na regulaci fyziologické odpovědi rostlin a jejich adaptaci na stresové podmínky.
Biosyntéza kyseliny jasmonové vychází z alfa-linolenové kyseliny, která je oxygenována enzymem lipoxygenázou na 13-hydroperoxylinolenovou kyselinu. Přes několik dalších meziproduktů vzniká po závěrečné beta-oxidaci kyselina jasmonová.
Jako hormony působí i estery kyseliny jasmonové, např. methyl-jasmonát. Kromě přírodního 1R,2R stereoizomeru byla zjištěna také aktivita u syntetického 1R,2S izomeru, zbylé dva jsou neúčinné.